# Anton Lang (Textilfabrikant)
Anton Lang (* 4. März 1820 in Sternberg, Mähren; † 25. Mai 1880 in Fünfhaus bei Wien) war ein österreichischer Textilfabrikant in Fünfhaus bei Wien, Kommunalpolitiker, Philanthrop und Mäzen. Er gründete zusammen mit seiner Ehefrau Katharina, seinem Bruder Jakob und dessen Ehefrau Franziska eine Textilfabrik in Fünfhaus bei Wien. Zusammen mit seiner Familie förderte er wichtige kirchliche und soziale Einrichtungen in Fünfhaus und den Nachbargemeinden.

## Leben und Werk
Anton Lang und sein Bruder Jakob waren Webergesellen aus Sternberg in Mähren, die sich 1841 in Fünfhaus bei Wien niederließen, wo bereits ein weiterer Bruder von ihnen Josef Lang als Gewerbetreibender ansässig war. Anton Lang heiratete Katharina Rada († nach dem 25. Mai 1880), mit der er insgesamt acht Kinder hatte, sein Bruder Jakob ihre Schwester Franziska. Gemeinsam gründeten sie eine Baumwollweberei, in der Anton Lang für die Buchhaltung zuständig war. Fünfhaus blieb das Zentrum der Fabrik  der Gebrüder Lang, als weitere Niederlassungen in anderen Orten wie Neustadt, Trebitsch, Hösting und Wojnow-Mestetz (dt.: Münchsberg) eröffnet wurden.
Nach der Aufhebung der Grundherrschaften um 1848/1850 gehörten Anton und Jakob Lang dem ersten Gemeindeausschuss von Fünfhaus an. Anton Lang und seine Familie förderten außerdem die Renovierung der Pfarrkirche Reindorf zur Hl. Dreifaltigkeit im Nachbarort Braunhirschen. Nachhaltig unterstützten sie einige Erziehungsanstalten und Waisenasyle. Als der Bau der Pfarrkirche Fünfhaus zur Hl. Maria vom Siege (1868–1875) durch die Errichtung des Gürtels an einem geeigneten Baugrund zu scheitern drohte, erwarben sie auf eigene Kosten ein Grundstück dafür und besorgten auch dessen Umwidmung als Baugrund.
Anton Lang starb 1880 in Fünfhaus und wurde auf dem Hietzinger Friedhof in Wien beigesetzt. Die Hinterlassenschaft wurde von seiner Witwe Katharina und seinem Bruder Jakob abgewickelt.

## Gedenkstätten
An Anton, Jakob, Katharina und Franziska Lang erinnert die von ihnen gestiftete Mariensäule (Weihe am 8. November 1863; Widmung am 8. Januar 1864) am Henriettenplatz in Fünfhaus (heute Wien 15). Die vier Heiligenstatuen auf dem Schaft der Säule sind die Namenspatrone der Stifterinnen und Stifter.
Nach Anton und Jakob Lang wurde 1894 ein Teil der Ferdinandgasse in Fünfhaus in Gebrüder Lang-Gasse umbenannt. 1911 wurde auch der restliche Teil der Ferdinandgasse, der bereits 1867 in Tellgasse umbenannt worden war (nicht zu verwechseln mit der heutigen Tellgasse auf der Schmelz in Wien 15) nach ihnen benannt.

## Trivia
Die Gebrüder Lang aus Fünfhaus (Anton und Jakob Lang) werden aufgrund der Namensgleichheit oft mit den Gebrüdern Lang in Sechshaus (Josef Lang dem Älteren und seinen Söhnen) verwechselt, die ebenfalls eine Textilfabrik besaßen.